# Vlkava (vattendrag)
Vlkava är ett vattendrag i Tjeckien.   Det ligger i regionen Mellersta Böhmen, i den centrala delen av landet, 29 km öster om huvudstaden Prag.